# بیانکا وایس
بیانکا وایس (آلمانی: Bianca Weiß؛ زادهٔ ۲۴ ژانویهٔ ۱۹۶۸) بازیکن هاکی روی چمن اهل آلمان است.

## زندگی حرفه‌ای
بیانکا وایس برای باشگاه راسلشایمر آرک بازی می‌کرد و با این تیم در سال‌های ۱۹۸۳ و ۱۹۸۵ مقام قهرمانی جوانان آلمان در رشته هاکی سالنی را به دست آورد.
بیانکا وایس در سال ۱۹۸۸ در تیم ملی هاکی آلمان بازی خود را آغاز کرد. در ابتدا او دروازه‌بان ذخیره برای دروازه‌بان ثابت و باسابقهٔ آلمان، «زوزانه وولشلگر» بود. پس از کناره‌گیری موقت وولشلگر در سال ۱۹۹۲، بیانکا وایس و «بیرگیت بایر» به صورت轮换 (تناوبی) در دروازه تیم ملی بازی می‌کردند. در اولین تورنمنت بزرگ او، چلنجر تروفی ۱۹۸۹، آلمان مقام سوم را کسب کرد. در مسابقات قهرمانی جهان ۱۹۹۴ در دوبلین، این تیم به مقام چهارم رسید، نتیجه‌ای که در لیگ قهرمانان ۱۹۹۵ نیز تکرار شد.
او در سال ۱۹۹۵ پس از ازدواج، با نام خانوادگی جدید بیانکا هاینتس بازی کرد و «جنیفر لوتز» جانشین او در دروازه باشگاه راسلشایمر شد.
بیانکا وایس (-هاینتس) در مجموع از سال ۱۹۸۸ تا ۱۹۹۵ در ۶۰ بازی ملی (که ۷ مورد آن در هاکی سالنی بود) به میدان رفت. دختر بیانکا، «پائولین هاینتس» نیز به یک بازیکن هاکی بین‌المللی تبدیل شد.

## افتخارات
در آغاز سال ۱۹۹۰، او به همراه تیم ملی آلمان عنوان قهرمانی مسابقات هاکی سالنی اروپا را به دست آورد. در سال ۱۹۹۱، تیم ملی آلمان در مسابقات هاکی روی چمن اروپا پس از شکست در فینال مقابل انگلیس، مدال نقره را کسب کرد. یک سال بعد، میزبانان اسپانیایی در بازی‌های المپیک بارسلون قهرمان شدند. بیانکا وایس در بازی فینال به میدان نرفت، اما به دلیل حضور در طول تورنمنت، او نیز مدال نقره را دریافت کرد.
علاوه بر این، در تاریخ ۲۳ ژوئن ۱۹۹۳، نشان برگ بو نقره‌ای (بالاترین نشان ورزشی آلمان) به او و سایر اعضای تیم اهدا شد.
در سال ۱۹۹۳، بیانکا وایس برای دومین بار به عضوی از تیم ملی آلمان درآمد که در مسابقات قهرمانی هاکی سالنی اروپا به پیروزی رسید.